# رقصة الهيكل العظمي (رسوم متحركة)
رقصة الهيكل العظمي (بالإنجليزية: The Skeleton Dance)‏ ، هي رسوم متحركة أمريكية أنتجت من قبل شركة والت ديزني عام 1929م، وقد رسمه الرسام الأمريكي أب أيوركس .

## قصة الرسوم الساخرة
تبدأ القصة حول خروج 4 من الهياكل العظمية وهم يعرضون الرقصات الساخرة، واستعراض تفكيك لأجزاء من الهيكل العظمي، وتنتهي القصة بعودة الهياكل العظمية إلى القبر خوفا من شروق الشمس بعد صيحة الديك.

## وصلات خارجية
- رقصة الهيكل العظمي على موقع IMDb (الإنجليزية)
- رقصة الهيكل العظمي على موقع الموسوعة البريطانية (الإنجليزية)
- رقصة الهيكل العظمي على موقع روتن توميتوز (الإنجليزية)
- رقصة الهيكل العظمي على موقع ألو سيني (الفرنسية)
- رقصة الهيكل العظمي على موقع Turner Classic Movies (الإنجليزية)
- رقصة الهيكل العظمي على موقع أول موفي (الإنجليزية)
- رقصة الهيكل العظمي على موقع فيلمافينيتي (الإسبانية)
- رقصة الهيكل العظمي على موقع قاعدة بيانات الفيلم (الإنجليزية)
- رقصة الهيكل العظمي على موقع ليتربوكسد (الإنجليزية)
- رقصة الهيكل العظمي على موقع كينوبويسك (الروسية)